# Александър Попдимитров
Александър Димитров Попдимитров е български офицер, генерал-майор, командир на 6-и пехотен търновски полк (1935 – 1939), на 14-а пехотна вардарска дивизия (1942 – 1944) и началник на 5-а армия (1944).

## Биография
Александър Попдимитров е роден на 28 февруари 1892 година в град Кратово, Османската империя. През 1915 година завършва Военното на Негово Величество училище и на 25 август е произведен в чин подпоручик. Взема участие в Първата световна война (1915 – 1918) като адютант на 2-ра бригада от 11-а пехотна македонска дивизия. На 30 май 1917 г. е произведен в чин поручик.
След войната, на 1 май 1920 г. е произведен в чин капитан. Служи в 37-и пехотен пирински полк и в 25-и пехотен драгомански полк. През 1925 г. е назначен на служба във 2-ра жандармерийска дружина, след което от 1927 г. е на служба в 1-ви пограничен участък. От 1929 г. изпълнява длъжността командир на рота в 29-и пехотен ямболски полк, а от следващата година е командир на дружина в Школата за запасни офицери. На 15 май 1930 г. е произведен в чин майор.
През 1932 г. майор Попдимитров е назначен за комендант на двореца, на 26 август 1934 г. е произведен в чин подполковник, след което в периода 1935 – 1939 е командир на 6-и пехотен търновски полк, като на 3 октомври 1938 г. е произведен в чин полковник, а от 1939 г. е началник на ШЗО. На 6 май 1943 г,. е произведен в чин генерал-майор. От 19 април 1941 г. до 19 септември 1942 г. е началник на Военното училище. След това от 1942 г. е командир на Четиринадесета пехотна вардарска дивизия, а от 1944 г. е офицер за поръчки.
В периода от 7 септември 1944 г. до 13 септември г. е началник на Пета българска армия, която извежда от Македония. Уволнен е от служба на 13 септември 1944 г. официално „по навършване на 25-годишна служба“, но реално с тази заповед, както и със заповедта от 14 септември е направена първата чистка на т.нар. „реакционни елементи от армията“.
Генерал-майор Александър Попдимитров умира през 1974 година.

## Военни звания
- Подпоручик (25 август 1915)
- Поручик (30 май 1917)
- Капитан (1 май 1920)
- Майор (15 май 1930)
- Подполковник (26 август 1934)
- Полковник (3 октомври 1938)
- Генерал-майор (6 май 1943)